# カルシトニン

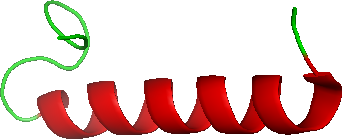
カルシトニンのリボンモデル。ヒトのカルシトニンのアミノ酸配列；Cys-Gly-Asn-Leu-Ser-Thr-Cys-Met-Leu-Gly-Thr-Tyr-Thr-Gln-Asp-Phe-Asn-Lys-Phe-His-Thr-Phe-Pro-Gln-Thr-Ala-Ile-Gly-Val-Gly-Ala-Pro

カルシトニン (calcitonin) とは、哺乳類では甲状腺の傍濾胞細胞、哺乳類以外では鰓後体のC細胞(calcitonin cellsの略)などから分泌される32アミノ酸残基を有するペプチドホルモンである。動物種によりそのアミノ酸構成は大きく異なる。P.E. Hirschにより1963年に発見された。

## 生理
ヒトにおいては甲状腺C細胞以外でも産生されるため、甲状腺を全摘出した後でも血中に検出される。
半減期が短く、このため高カルシトニン状態は持続しにくい。血中カルシトニン高値の場合は、甲状腺髄様癌を疑うべきである。
カルシトニンは血中のカルシウム濃度の上昇により分泌が促進され、カルシウム濃度が低下すると分泌が抑制される。カルシトニンは破骨細胞に存在するカルシトニン受容体(英)に作用して骨からのカルシウムの放出を抑制し、骨へのカルシウムとリン酸の沈着を促進する。尿中へのカルシウムとリン酸の排泄を促進する作用も有する。また長期的には、新たな破骨細胞の形成を抑制して、骨形成作用を相対的に増加させる。腎臓に対しては薬理的用量では腎臓のカルシウム排泄を増加させるが、生理的用量では腎臓のカルシウム排泄を減少させる。生体内でカルシトニンと拮抗する作用を持つ物質は、上皮小体から分泌されるパラトルモン (PTH)である。カルシトニンはガストリン、コレシストキニン、ドーパミン、エストロゲンにより分泌が促進される。

## 受容体
カルシトニン受容体は細胞膜上にある膜7回貫通のGタンパク質共役受容体で、Gsサブユニットを介してアデニル酸シクラーゼと結合しており、カルシトニンが結合することで細胞内のcAMPが増加する。カルシトニン受容体は破骨細胞や前破骨細胞に多く発現している。

## 臨床応用

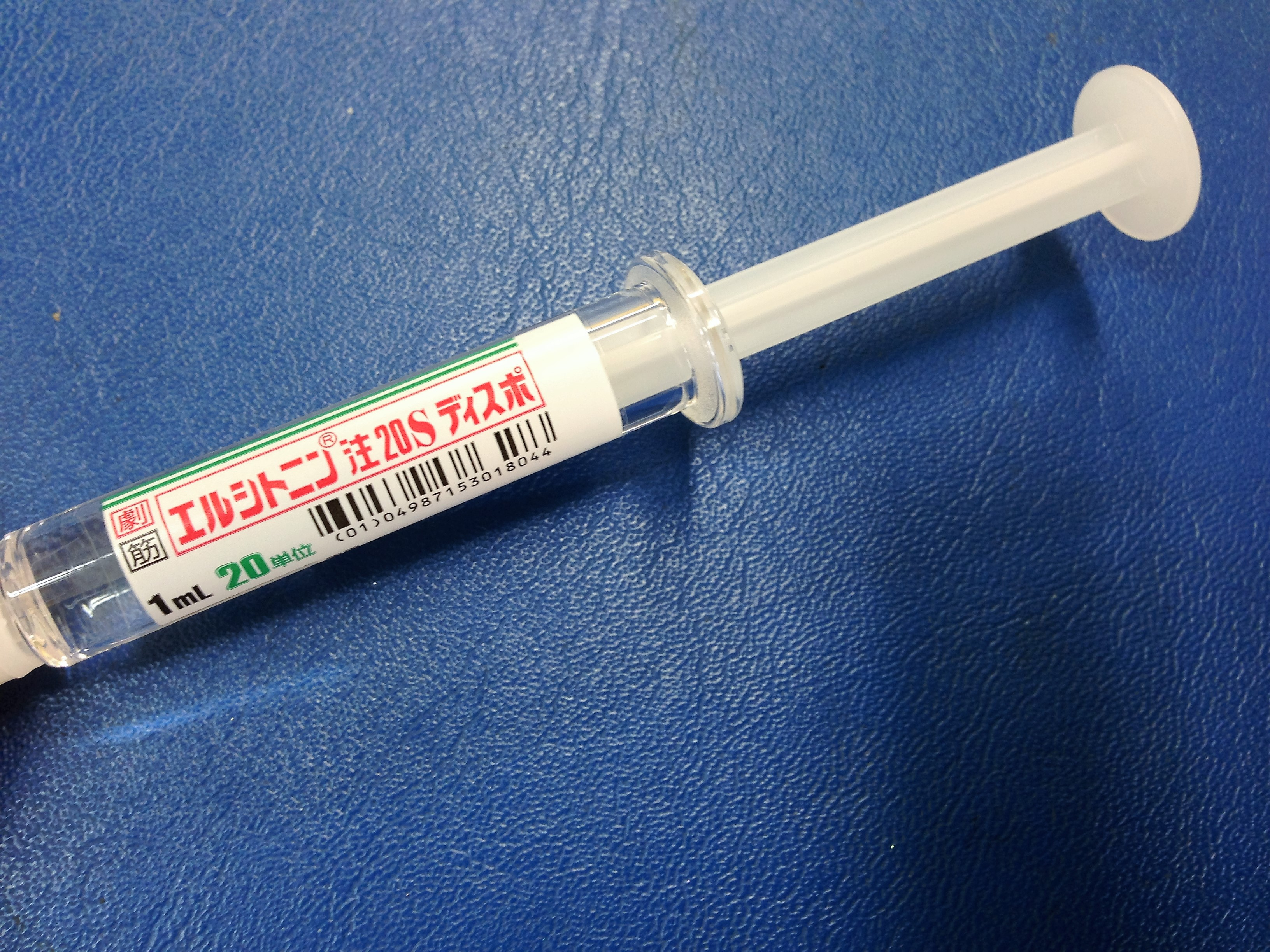
エルカトニンのシリンジ入り製剤。

血中カルシトニン高値をみた場合は甲状腺髄様癌、多発性内分泌腫瘍2A型（MEN-2A）、髄様癌以外のカルシトニン産生腫瘍を疑い精査する。
骨パジェット病や骨粗鬆症、高カルシウム血症に対する治療薬として、ヒトカルシトニンより効果の強いサケカルシトニン、ブタカルシトニン、合成ウナギカルシトニン（エルカトニン）が用いられている。なお、ヒトの血液などよりもCaイオンの濃度が高い海洋に住むサケのカルシトニンの生理活性は、ヒトのカルシトニンに比べて約100倍の効力を持っていると言われている。